# On Fire
On Fire är ett album av det svenska stoner rock-bandet Spiritual Beggars. Det gavs ut 2002.

## Låtlista
1. "Street Fighting Saviours" – 4:22
2. "Young Man, Old Soul" – 3:17
3. "Killing Time" – 3:36
4. "Fools Gold" – 4:01
5. "Black Feathers" – 6:29
6. "Beneath the Skin" – 3:51
7. "Fejee Mermaid" – 1:58
8. "Dance of the Dragon King" – 3:04
9. "Tall Tales" – 4:27
10. "The Lunatic Fringe" – 5:18
11. "Look Back" – 5:26

## Musiker
- Michael Amott – gitarr
- Ludwig Witt – trummor
- Per Wiberg – keyboard
- Roger Nilsson – bas
- Janne "JB" Christoffersson – sång